# کردن ۹۴۶۸
سیارک ۹۴۶۸ (به انگلیسی: 9468 Brewer، نامگذاری:1998LT2) نه هزار و چهارصد و شصت و هشتمین سیارک کشف شده‌است که در ۱ ژوئن ۱۹۹۸ کشف شد.
قدر مطلق سیارک برابر ۱۴٫۵۰ است.